# خيرمان مونتويا
خيرمان مونتويا (بالإسبانية: Germán Montoya)‏ (23 يناير 1984 في الأرجنتين - ) هو لاعب كرة قدم أرجنتيني في مركز حراسة المرمى. لعب مع أتليتيكو رافائيلا وإنديبندينتي وفيليز سارسفيلد ونادي أتليتيكو بيلغرانو ونادي أتليتيكو كولون.

## وصلات خارجية
- خيرمان مونتويا على موقع قاعدة بيانات كرة القدم.إي يو (الإنجليزية)
- خيرمان مونتويا على موقع Soccerway.com (الإنجليزية)